# ピーター・レーニア
ピーター・レーニア・ジュニア (英語: Peter Rainier, junior 1741年11月24日 – 1808年4月7日) は、イギリス海軍軍人。七年戦争、アメリカ独立戦争、ナポレオン戦争に参加した。1794年から1805年までは、喜望峰から南シナ海まで至る範囲を統括する東インド艦隊の司令官を務めた。
アメリカ合衆国ワシントン州にあるレーニア山（マウント・レーニア）は、レーニアにちなみ彼の友人ジョージ・バンクーバーが命名したものである。

## 家系
レーニアは1741年11月24日にイングランドで生まれた。祖父ダニエル・レーニアはフランスでのナント勅令撤廃により亡命してきたユグノー難民で、同名の父ピーター・レーニアはサンドウィッチで商人をしていた。

## 軍歴
レーニアは、1756年にイギリス海軍に入隊し、七年戦争に従軍した。HMSオックスフォードで二等水夫として働いたのち、1758年にHMSヤーマスに移った。その後戦列艦ノーフォークやバーフォードにも乗船した。その後一家の商船一隻の主となっていたレーニアは、1768年5月26日に中尉に昇進した。
アメリカ独立戦争中の1778年7月8日、レーニアはアメリカの大型私掠船を捕獲する作戦中に重傷を負った。昇進した彼は、32門の砲を擁するHMSアストライアーの艦長となり、1786年から1790年にかけてジャマイカ艦隊で活動した。
1790年、レーニアは戦列艦モナークの艦長となった。1792年5月8日、レーニアの友人でイギリス海軍の軍人・探検家ジョージ・バンクーバーが、現在のアメリカ合衆国ワシントン州にある山を「レーニア山」と名付けた。
1793年前半、レーニアは74門の砲を擁する戦列艦サフォークを就役させた。1794年から1805年にかけて、レーニアは東インド艦隊の司令官を務めた。彼の任期の間に、広大な領域がイギリスの支配下にはいった。
1795年、レーニアは海軍少将に昇進した。4年後には海軍中将に昇進した。東インド諸島においては、艦隊の代将にして最高司令官の地位にあった。
1800年、レーニアはジャワ遠征を実施した。8月23日には戦列艦シビル、ダーダルス、チェントゥリオン、ブラーヴを率いてバタヴィア（現ジャカルタ）に侵攻し、オランダの軍船5隻を拿捕し、22隻の艦船を破壊した。拿捕されたものの一つはイギリス艦隊に編入され、ダーダルス艦長ヘンリー・リッジバード・ボールによりHMSアドミラル・レーニアと命名され、人員と武装の整備が行われた。なおアドミラル・レーニアは1803年9月に売却された。
1805年、レーニアはイングランドに帰国し、一線を退いた。

## 退役後
レーニアの退役後も政府は彼を頼り、1805年にはトラファルガーの海戦での勝利を記念し彼を青色大将に昇進させた。1807年、レーニアはサンドウィチ選出の国会議員(MP)となった。翌年、ウェストミンスターのグレート・ジョージ・ストリートにある自宅で死去した。
レーニアは25万ポンドに相当する遺産を残した。彼は近親者に分配したうえで、一割を財務大臣に遺贈し、国家の借金の削減に充てるよう遺言した。